# Институт физики высоких энергий
Институт физики высоких энергий — научно-исследовательский институт в городе Протвино Московской области. Основан в 1963 году. Один из крупнейших физических научных центров в России, занимается физикой высоких энергий.
В 1967 году в Институте был введён ускоритель У-70 на энергию протонов 70 ГэВ, который в течение пяти лет был крупнейшим в мире.
В конце 2011 года институт из корпорации «Росатом» был передан в ведение Курчатовскому институту.
Одна из базовых кафедр (Кафедра физики высоких энергий) ФОПФ МФТИ проводит обучение на базе ИФВЭ.
Из-за вторжения России на Украину институт находится под санкциями всех стран Евросоюза, США, Японии, Украины и Швейцарии.

## Основной профиль деятельности

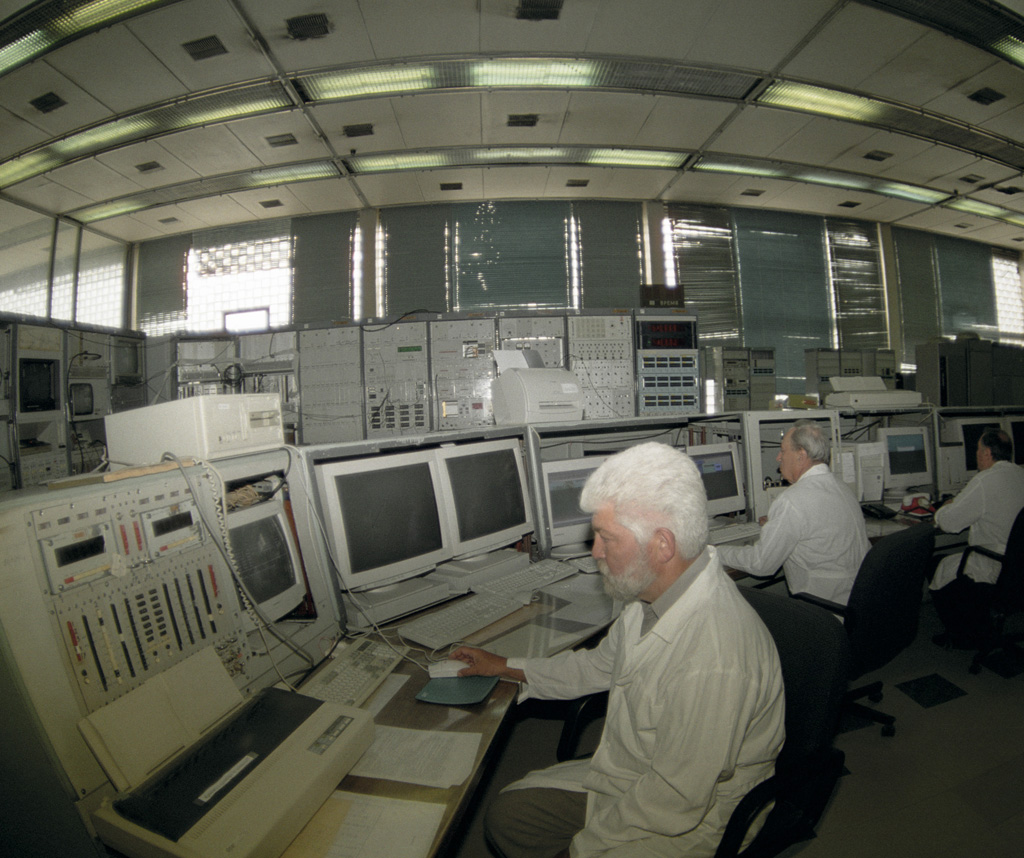
Пульт управления ускорителем У-70, 2001 год

Ускорительный комплекс ИФВЭ — крупнейший в России. В его состав входят линейный ускоритель на энергию 30 МэВ с ВЧК-фокусировкой (УРАЛ-30), быстроциклирующий протонный синхротрон на энергию 1,5 ГэВ (бустер) и протонный синхротрон на энергию 70 ГэВ (У-70).
На ускорительном комплексе ИФВЭ проводилось международное сотрудничество в области физики высоких энергий с участием Объединённого института ядерных исследований (ОИЯИ, г. Дубна), Европейской организации ядерных исследований (ЦЕРН, Швейцария), лабораторий и университетов Западной Европы, США и Японии.
В целях развития исследований в области физики высоких энергий в институте велось сооружение ускорительно-накопительного комплекса (УНК).
Полная численность Института на май 1995 года составляла 5800 человек, из них около 600 человек — научные сотрудники, 55 научных сотрудников имеют степень доктора наук, более 270 — степень кандидата наук. В институте работают четыре академика РАН и один член-корреспондент РАН.
Основной профиль деятельности включает:
- проведение фундаментальных теоретических и экспериментальных исследований строения материи на субъядерном уровне путём изучения взаимодействия частиц высоких энергий;
- подготовку и проведение экспериментов в пучках частиц высоких энергий;
- создание ускорителей и экспериментальных установок в области ускорительной техники, мощной электрофизики, вакуумной и криогенной техники, сверхпроводимости, радиоэлектроники, систем обработки данных, радиационной техники, приборостроения и автоматизации;
- создание установок для лечения раковых опухолей[8].

Специалисты Института участвовали в производстве и проводили испытания сверхпроводника для катушек тороидального поля международного термоядерного реактора ITER.

## Сопутствующие виды деятельности
Производство сцинтилляторов, калориметров, оптики, дозиметрических приборов, электромагнитов, радиоэлектроники, программных средств, нестандартного оборудования, энергообеспечение города, автомобильные перевозки, ремонтные и монтажные работы.
Разработки, требующие дополнительного финансирования — работы по созданию ускорительно-накопительного комплекса протонов, реконструкция ускорителя на энергию 70 Гэв, создание и модернизация экспериментальных установок, в том числе:
- автоматизированная система радиационной безопасности учреждений;
- ресурсосберегающая безотходная технология сверхпроводящих резонаторов сантиметрового диапазона;
- сверхпроводящий транспонированный провод;
- ускорители с высокочастотной квадрупольной фокусировкой для народного хозяйства;
- создание интегрированной системы автоматизированного проектирования и производства электронной аппаратуры и детекторов частиц с применением технологии поверхностного монтажа для современных многоканальных экспериментальных установок, распределённых систем управления большими ускорителями, установок газовой промышленности, энергетики, медицины.

## Ускорительный комплекс института
Действующие ускорители:
- УРАЛ-30
- У-1,5
- У-70
- И-100

Создаваемый ускоритель:
- УРАЛ-30М

Незавершённый проект:
- УНК (Ускорительно-накопительный комплекс)

## Экспериментальные установки
Действующие установки:
- ВЕС (Вершинный спектрометр) — исследования многочастичных распадов резонансов с массами до 2.5 ГэВ, образующихся при взаимодействии с мишенью пучков пионов и каонов с импульсами 20-40 ГэВ[11].
- Гиперон-М — поиск редких распадов η-, ω-, η'-мезонов и изучение мезон-ядерных взаимодействий.
- ОКА — изучение распадов каонов на сепарированном каонном пучке[12].
- ПРОЗА (Поляризация в реакциях обмена зарядами) — измерение односпиновых эффектов в бинарных реакциях с обменом зарядами при взаимодействии протонного пучка импульсом 40 ГэВ с поляризованной протонной мишенью[13].
- СВД (Спектрометр с вершинным детектором) — изучение околопорогового рождения очарованных частиц, экзотических барионных резонансов[14].
- СПИН — исследований упругого рассеяния протонов с энергией 70 ГэВ на поляризованных протонах в интервале квадрата переданных импульсов до 17,5 ГэВ[15].
- ФОДС (Фокусирующий двуплечевой спектрометр) — изучения одиночного и парного образования адронов с большими поперечными импульсами в адрон-адронных и адрон-ядерных взаимодействиях.

## Научный проект «Сила»
В 2023 году на базе Института физики высоких энергий начаты работы по реализации проекта «СИЛА» — источника синхротронного излучения четвёртого поколения с лазером на свободных электронах.

## Директора института
1. Логунов, Анатолий Алексеевич (7.10.1963—1974)[18]
2. Соловьёв, Лев Дмитриевич (1974—1993)
3. Логунов, Анатолий Алексеевич (1993—2003)
4. Тюрин, Николай Евгеньевич (2003—2015)
5. Иванов, Сергей Владиславович (2015—2024)
6. Егорычев Виктор Юрьевич (2024—2025)[19].
7. Песенко Валерий Николаевич (2025—н. в.[20][21].

## Научные руководители института
1. Боголюбов, Николай Николаевич (7.10.1963—?)
2. Логунов, Анатолий Алексеевич (1974—2015)
3. Тюрин, Николай Евгеньевич (2015—н. в.)

## Происшествия
13 июля 1978 года сотрудник института Анатолий Бугорский попал под воздействие протонного синхротрона У-70. Через его голову прошёл пучок протонов, радиационная доза на входе составила 200 000 Рентген, на выходе — 300 000 Рентген. После лечения он продолжил научную работу в Институте, защитил диссертацию.
12 августа 2015 года в 14:00 прогремел взрыв в охладительном отсеке, затем начался пожар, который был затем быстро потушен. Никто не пострадал.